# Vapnö slott
Vapnö är ett slott i Vapnö socken i Halmstads kommun, Halland. 
Den äldsta huvudbyggnaden brann ned 1733. Det nuvarande corps-de-logiet uppfördes vid mitten av 1700-talet. Det är ett tvåvånings stenhus täckt med mansardtak. Mittpartiet är delat av pilastrar. Ena fasaden vetter mot en trång gård, begränsad av två envåningsflyglar med brutna plåttak. Framför gården finns en vallgrav med en stenbro över. Den andra fasaden är vänd åt norr mot en trädgård, som förr varit sjö. 

## Historik
Vapnö, förr Wapnöghe, omtalas redan 1312 såsom tillhörande släkten Ribbing. Efter den händelse som av eftervärlden kallats för Bröllopet på Ulvåsa år 1337 bosatte sig här Sigvid Ribbing och hans hustru Märta Ulfsdotter. Godset kom efter Peter Sigvidsson Ribbings död 1379 till Vadstena kloster och från detta 1409 genom byte till riddaren Abraham Brodersson. Vid arvskiftet efter honom tillföll det 1419 hans änka Cecilia Niclisdotter och hennes man Bonde Jakobsson (Tott). Det tillhörde sedan länge den norska släkten Urup. Godset köptes 1661 av fältmarskalken Gustaf Otto Stenbock och ägdes av sonen Magnus Stenbock och dennes söner, tills det 1741 och 1751 förvärvades av Georg Bogislaus Staël von Holstein. Han gjorde 1754 Wapnö till fideikommiss. Fideikommisset avvecklades 1964. Slottet förklarades som byggnadsminne 24 oktober 1983. Nuvarande ägare är Erica Staël von Holstein.
I parken vid slottet står runstenen Danmarks runeindskrifter 352.

## Verksamhet

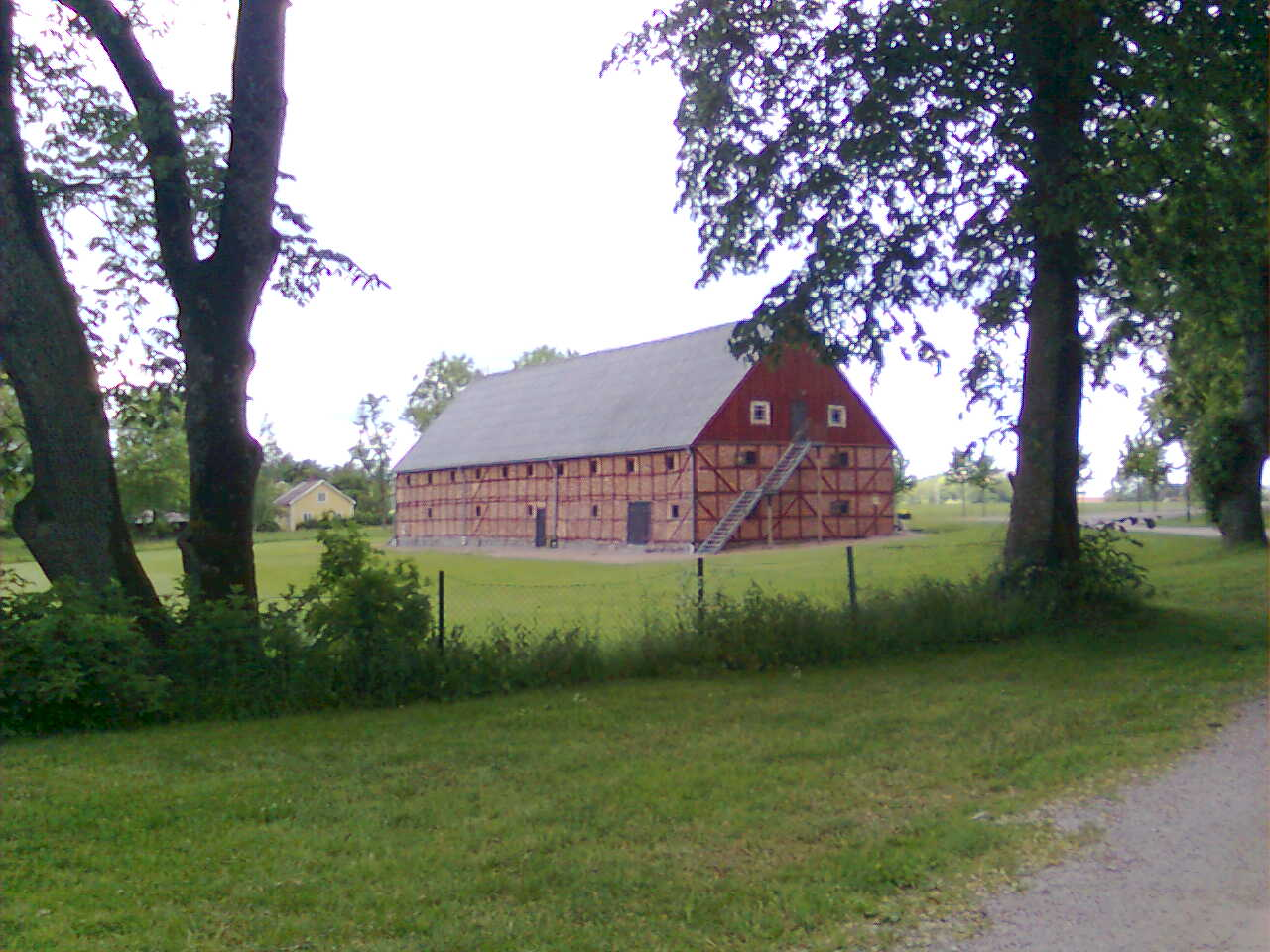
Magasinbyggnad vid slottet.

Huvudverksamheten i dag är dels jordbruk med mjölkproduktion i eget mejeri, dels restaurang och konferensarrangemang. Jordbruket är Sveriges största mjölkproducent med tillstånd att ha nästan 1400 mjölkkor. Fastigheten omfattar 1400 ha produktiv jordbruksmark och 433 ha skogsmark Produkterna säljs under namnet Wapnö med vilket också är namnet på aktiebolaget som driver verksamheten, Wapnö AB.
Företaget profilerar sina mejeriprodukter genom att korna går fria och att man kan följa hela kedjan från ko till förpackning. Varje vår anordnas betessläppning, där korna släpps ut på bete, vilket är en händelse som brukar locka många åskådare.